# Manglun

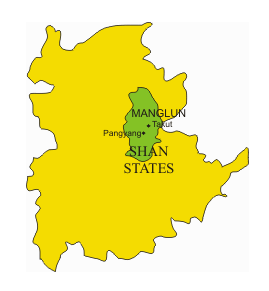
Mapa de situació de l'estat de Manglun

Manglun o Manglon és un estat dels Estats Shan dins l'estat Shan de Myanmar. Té una superfície d'uns 4.830 km². La capital és Pangyang, però la residència del príncep fou a Takut, a la part oriental, al nord-est de Pangyang. És de majoria wa i la dinastia que hi va regnar fins al 1959 era d'ètnia wa. La part oest del país està poblada pels shan i la part est pels Wa. El riu Salween corre de nord a sud per tot l'estat i el divideix en dues parts. Depenien del principat els subestats de Mothai, Mawhpa, Manghseng i Ngekting, a l'est del Salween, sense ciutats ni infraestructura.

La dinastia de prínceps, d'origen wa, iniciada per Ta Awng, fou tributària del rei de Birmània i de l'estat de Hsenwi, del que es va separar vers el 1850. El 1886 el territori més enllà del Salween era administrat pel príncep Ton Hsang i la part occidental pel seu germà Tao Maha. Aquest darrer no va voler anar a Mongyai el 1888 on es va formalitzar el protectorat (que el seu germà el príncep va acceptar), i estava secretament aliat a Sao Weng, l'expríncep de Lawksawk, i cap del partit antibritànic. El 1892 els britànics van enviar una força al principat i Maha va fugir. Ton Hsang fou posat al front de tot el principat però no va tardar a ser atacat pel seu germà. Finalment els britànics van pacificar el país abans del 1897.
A la part oriental hi va haver alguns atacs Wa, però cada vegada menys. El darrer príncep que va governar va abdicar el 1959 i després fou una de la Repúbliques de la unió d'Estats Shan que constituïren l'Estat Shan, amb vocació d'independència, però part de Myanmar.
Sawbaw de Manglun
- Hso Hkam (Ta Awng) 1814 - 1822
- Sao Hkun Sang 1822 - 1852
- Uyaraza 1852 - 1853
- Naw Hpa 1853 - 1860
- Ton Hsang 1860 - vers 1897 (1877-1892 al Manglun oriental)
- Sao Maha (al Manglun occidental) 1877 - 1892
- Ton Hsang Hang 1897 - 1919
- Saw Hka Nan 1919 - 1946
- Sao Man Laik 1946 - 1959